# Cellular Jail
Cellular Jail, aussi connu sous le nom hindi de Kālā Pānī (कालापानी, « les eaux noires »), est une prison coloniale de l'Inde britannique située à Port Blair, aux îles Andaman-et-Nicobar. Cette prison était particulièrement utilisée par les Britanniques pour exiler leurs prisonniers politiques. De nombreux militants indépendantistes comme Batukeshwar Dutt (en) et Yogendra Shukla (en) y furent emprisonnés au cours de la lutte pour l'indépendance de l'Inde. Aujourd'hui, le complexe est devenu un monument national.

## Histoire
Bien que la prison elle-même ait été construite entre 1896 et 1906, les Britanniques utilisaient déjà les îles Andaman comme prison depuis la fin de la révolte des cipayes (1857-1859).

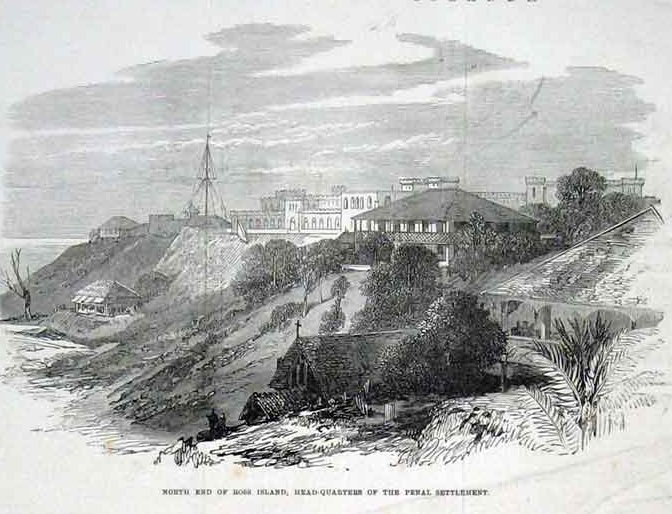
Le siège du complexe pénitentiaire de Ross Island, à l'est de Port Blair (gravure publiée dans The Illustrated London News en février 1872).

Dès la fin de l'insurrection, les Britanniques ont exécuté de nombreux rebelles. Les survivants ont été exilés à vie aux îles Andaman pour les empêcher de récidiver. Deux cent rebelles ont été transférés dans les îles sous la garde du geôlier David Barry et du Major James Pattison Walker (en), un docteur militaire qui avait été gardien de la prison d'Agra. 733 autres sont arrivés de Karachi en avril 1868. En 1863, le révérend Henry Fisher Corbyn, du Bengal Ecclesiastical Establishment (en), avait aussi été envoyé là pour créer le « Foyer Andamanais », qui était également une institution répressive, quoique dissimulée sous des apparences charitables. Le révérend Corbyn fut nommé en 1866 vicaire de St. Luke's Church (en) à Abbottabad, où il est mort et a été enterré dans le Vieux cimetière chrétien (en). D'autres prisonniers sont arrivés d'Inde et de Birmanie à mesure que le complexe pénitentiaire grandissait. Quiconque appartenait à la famille royale moghole ou avait envoyé une pétition à Bahadur Shah Zafar au cours de la révolte était susceptible d'être déporté aux îles[réf. nécessaire].

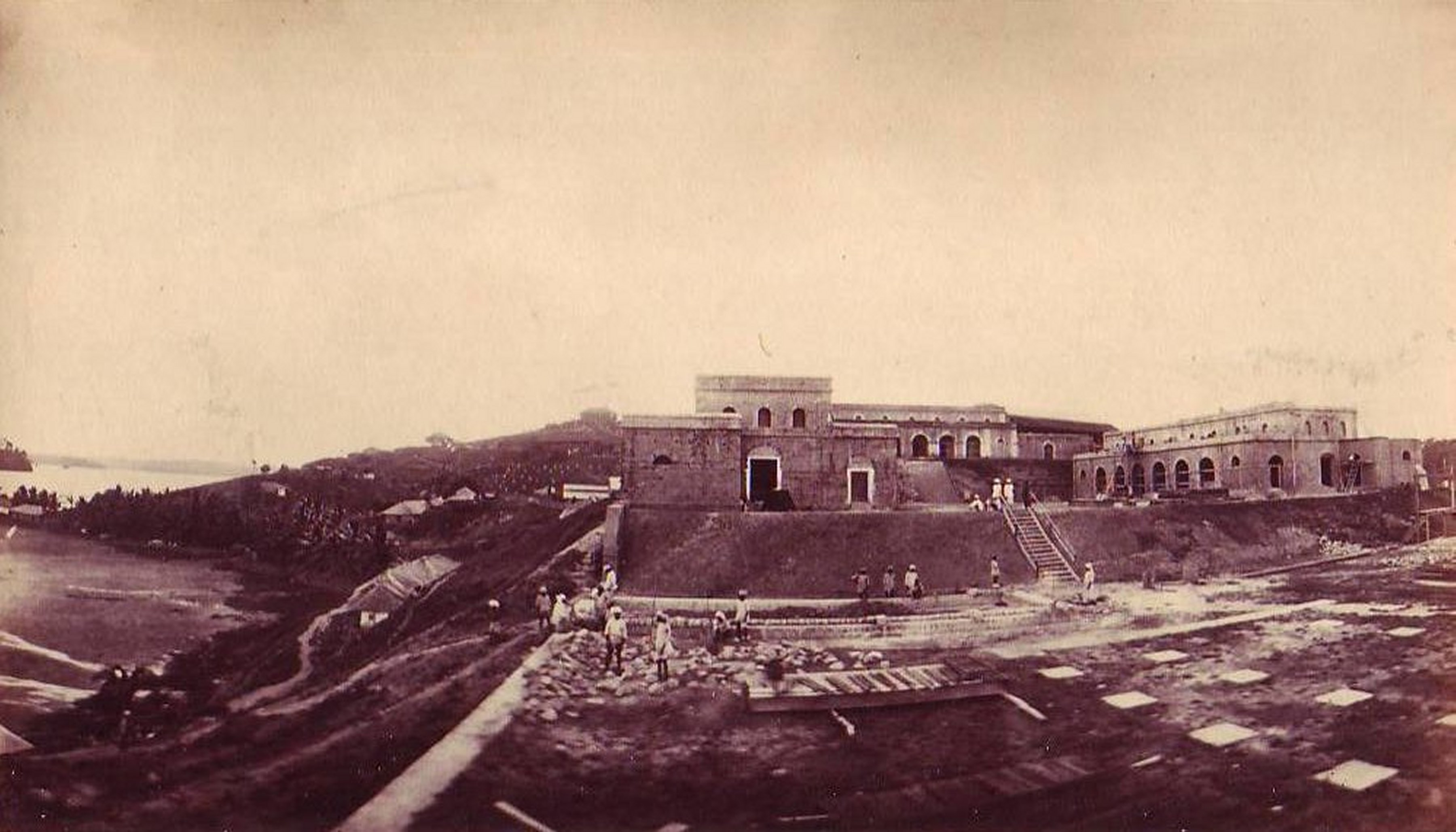
La nouvelle prison en cours de construction à Port Blair.

Ces îles reculées étaient considérées comme pratiques pour punir les militants indépendantistes. Non seulement elles étaient isolées du continent, mais la traversée océanique nécessaire pour les atteindre menaçait les prisonniers de la perte de leur statut de caste (et donc d'exclusion sociale) du fait du tabou du Kala Pani. Les détenus pouvaient aussi être enchaînés pour construire des prisons, des bâtiments et des installations portuaires pour les Britanniques. Beaucoup moururent durant cette entreprise.[réf. nécessaire]
À la fin du XIXe siècle le mouvement pour l'indépendance avait pris de l'ampleur. Le nombre de prisonniers envoyés aux îles Andaman a augmenté en conséquence et la nécessité d'une nouvelle prison de haute sécurité s'est fait sentir. Charles James Lyall (en), Secrétaire à l'Intérieur du gouvernement du Raj à partir d'août 1889, a été chargé d'une étude de la colonie pénitentiaire de Port Blair,. Avec A. S. Lethbridge, chirurgien dans l'administration britannique, il a conclu que la déportation aux îles Andaman n'atteignait pas son but et que les criminels préféraient aller là plutôt que d'être incarcérés dans les prisons indiennes. Lyall et Lethbridge ont recommandé qu'une « étape pénale » soit ajoutée à la sentence de déportation, les prisonniers subissant une période de traitement sévère à leur arrivée. Le résultat a été la construction de Cellular Jail, décrite comme « un lieu d'exclusion et d'isolement à l'intérieur d'un espace carcéral plus vaste ».

## Architecture

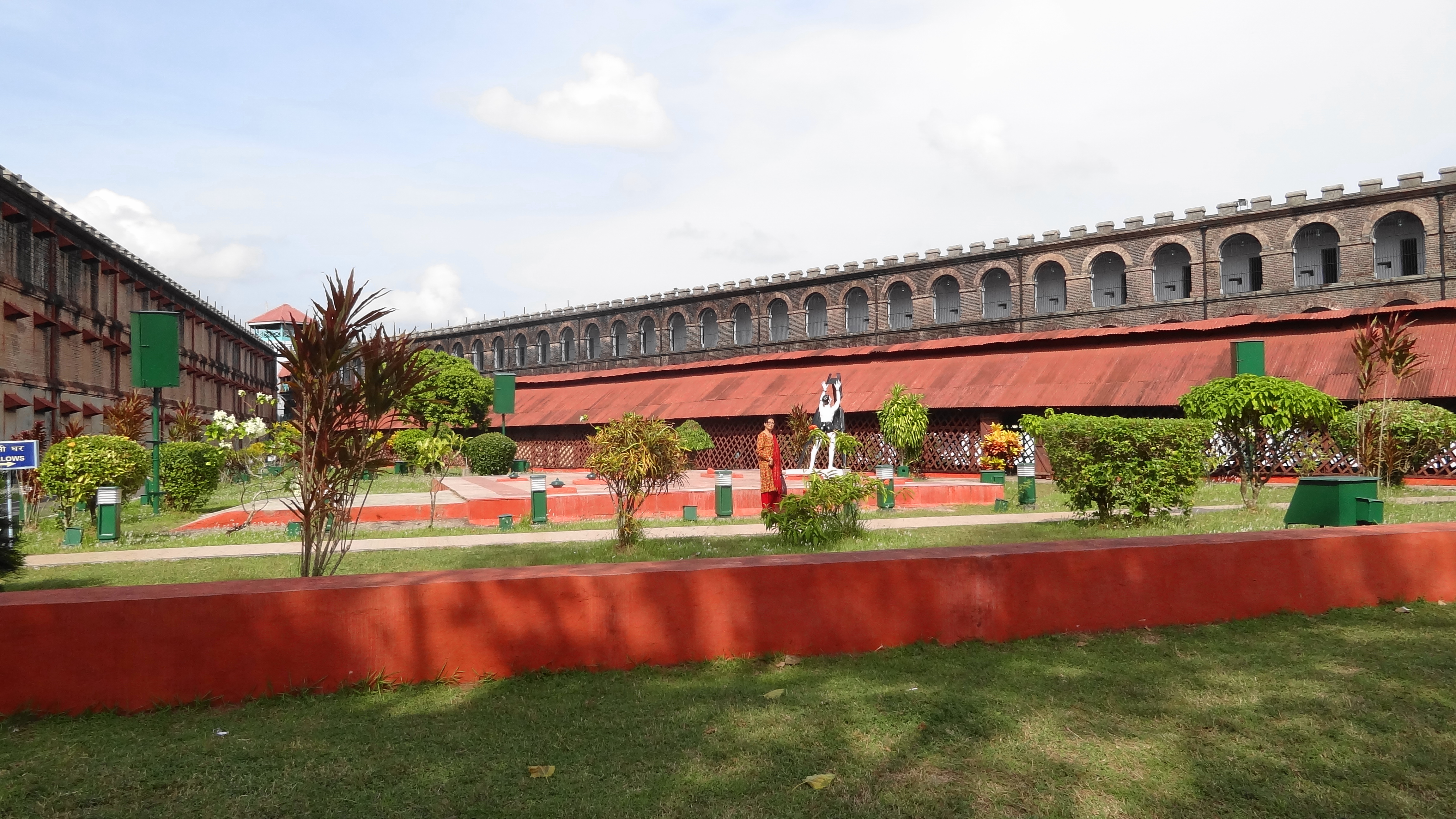
Cellular Jail.

La construction de la prison a commencé en 1896 et s'est achevée en 1906. Le bâtiment d'origine était en brique de couleur brun-rouge. Ces briques étaient importées de Birmanie[réf. nécessaire].
Le bâtiment comportait sept ailes, à l'intersection desquelles se trouvait une tour utilisée par les gardiens pour surveiller les détenus ; ce système était inspiré de l'idée du panoptique de Jeremy Bentham. Les ailes partaient de la tour en lignes droites, un peu comme les rayons d'une roue de bicyclette.

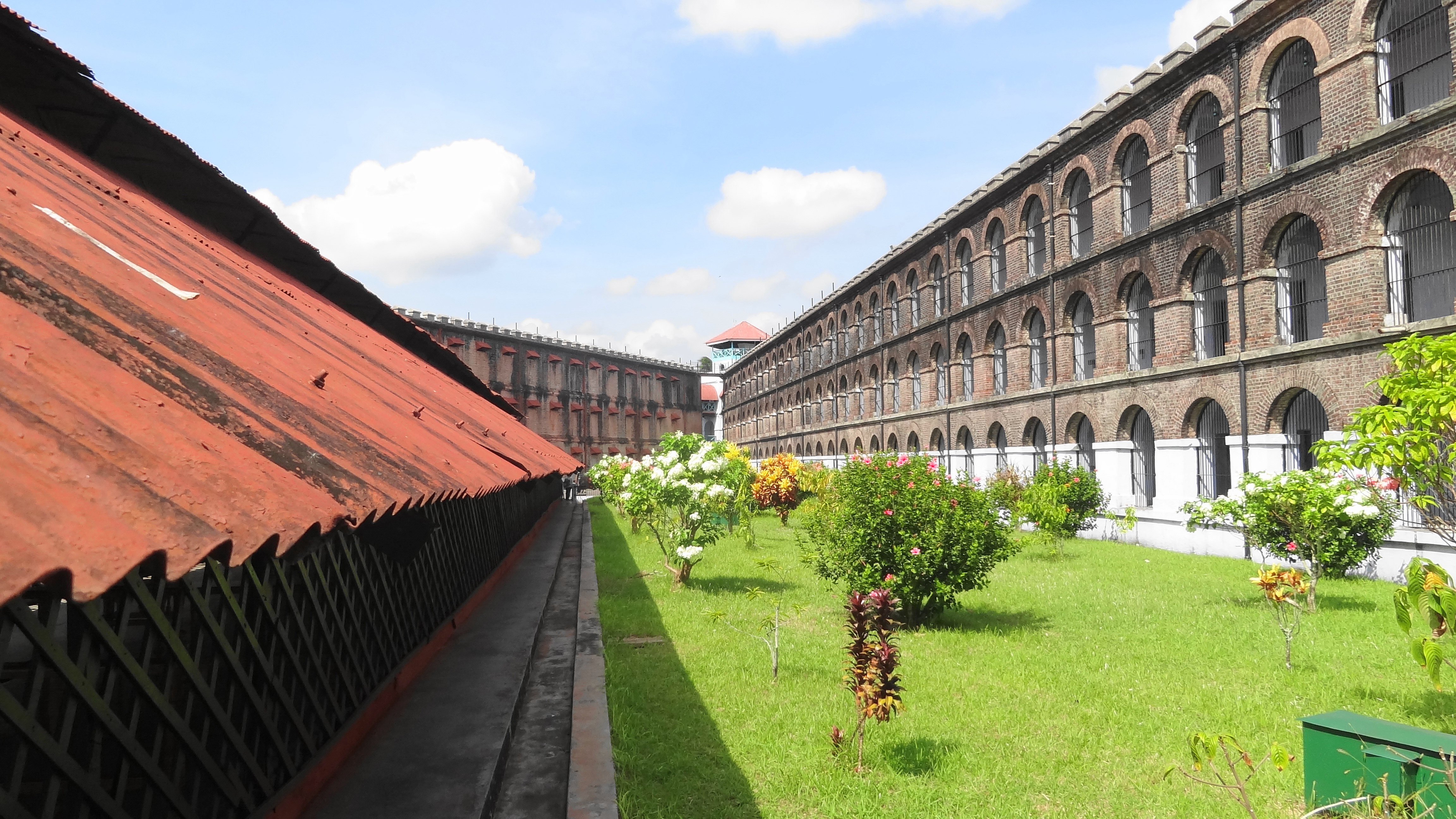
Une des sept ailes

Une fois terminée, chacune des ailes avait trois étages. Il n'y avait pas de dortoirs, mais 696 cellules. Chaque cellule faisait 4,5 sur 2,7 m, avec un ventilateur fixé à 3 m de haut. Le nom « Cellular Jail » était lié aux cellules individuelles qui empêchaient les prisonniers de communiquer entre eux[réf. nécessaire]. Les rayons étaient aussi conçus de manière que l'avant de chaque cellule faisait face à l'arrière de celles du rayon suivant. Cela empêchait toute communication entre les prisonniers, ainsi réduits à l'isolement.

## Détenus
« Pendant la meilleure partie du siècle, le Raj britannique a envoyé les dissidents et mutins indiens dans une colonie pénitentiaire insulaire  éloignée pour une « expérience « qui impliquait torture, tests médicaux, travail forcé et, pour beaucoup, la mort. » On estime que sur un total de 80 000 prisonniers politiques détenus à Cellular Jail, fort peu ont survécu.

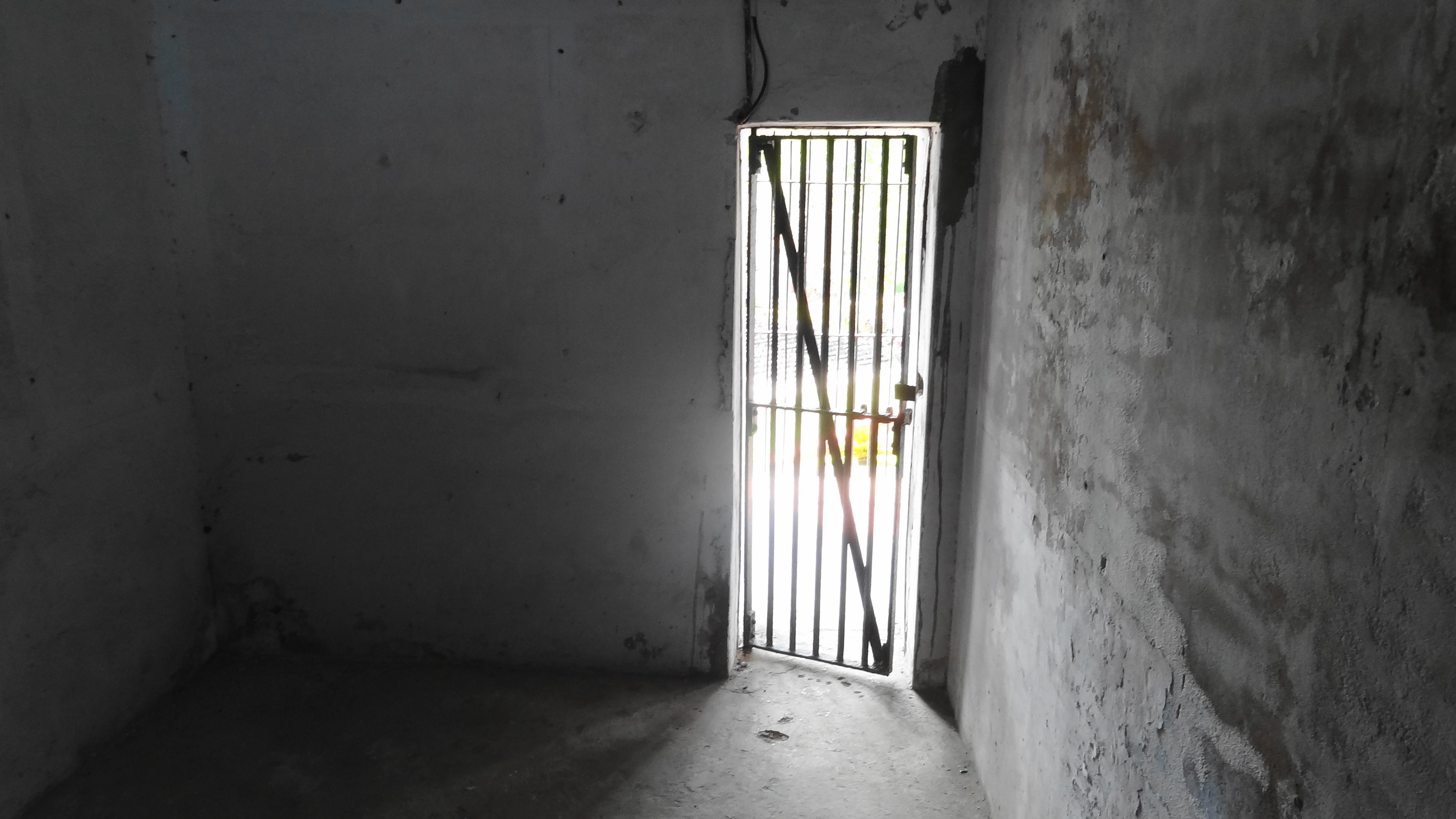
Intérieur d'une cellule.

La plupart des prisonniers étaient des militants indépendantistes comme Fazl-e-Haq Khairabadi, Yogendra Shukla (en), Batukeshwar Dutt (en), Babarao Savarkar (en), Vinayak Damodar Savarkar, Sachindra Nath Sanyal (en), Bhai Parmanand (en), Sohan Singh Bhakna (en), Subodh Roy (en) et Trailokyanath Chakravarty (en). Plusieurs révolutionnaires jugés en 1908 pour la conspiration de Muraripukur (en) y furent transférés, comme Barindra Kumar Ghosh (en) (frère de Sri Aurobindo).
Dans les archives du secrétariat à l'Intérieur du gouvernement Indien se trouve une réponse de l'Empire aux gouverneurs provinciaux et commissaires en chef : « Très secret : Au sujet des prisonniers de haute sécurité qui font la grève de la faim, tous les efforts doivent être faits pour empêcher ces incidents d'être rapportés, sans concession aux prisonniers qui doivent être gardés vivants. Les méthodes de contrainte manuelles sont préférables, et mécaniques si le patient résiste. »
La grève de la faim des détenus en mai 1933 attira l'attention des autorités pénitentiaires. 33 prisonniers protestaient contre leur traitement et refusaient de s'alimenter. Parmi eux se trouvaient Mahavir Singh (en), complice de Bhagat Singh dans l'attentat de Lahore, Mohan Kishore Namadas (en) et Mohit Moitra (en). Tous trois furent nourris de force et en moururent,.
Le gouvernement décida de rapatrier les prisonniers politiques de Cellular Jail en 1937-1938. « Cellular Jail a été vidé en 1939. Deux ans plus tard, les Japonais s'emparèrent des îles, transformant la colonie pénitentiaire en camp de prisonniers de guerre, où ils enfermèrent les gardiens britanniques. En 1945, les [îles] Andaman allaient devenir la première parcelle de l'Inde à être déclarée indépendantes. »

## Occupation par l'armée nationale indienne
L'empire du Japon a envahi les îles Andaman en mars 1942, capturant la petite garnison britannique. Cellular Jail a alors accueilli des Britanniques, des habitants suspectés d'être partisans des Britanniques et plus tard même des membres de l'Indian Independence League, dont beaucoup y ont été torturés et tués. Durant cette période, le contrôle des îles a été officiellement passé à Subhas Chandra Bose, qui y a hissé pour la première fois le drapeau national indien sur le champ de courses de Port Blair le 30 décembre 1943, a nommé le général de l'armée nationale indienne A. D. Loganathan (en) gouverneur des îles et annoncé que le Gouvernement provisoire de l'Inde libre n'était plus simplement un gouvernement en exil et qu'il avait libéré le territoire du joug britannique.
Les Britanniques ont repris le contrôle de l'île et de la prison le 7 octobre 1945, un mois après la capitulation du Japon et la fin de la Seconde Guerre mondiale. À l'issue de la Seconde Guerre mondiale, le bâtiment est relativement dégradé par les bombardements et les utilisations faites du lieu à cette période. Les japonais en ont fait abattre notamment deux ailes, dont les matériaux récupérés servent à ériger des bunkers.

## Depuis l'indépendance
Deux autres ailes de la prison ont été détruites après l'indépendance de l'Inde, ce qui a suscité les protestations de plusieurs anciens prisonniers et responsables politiques considérant cette action comme une façon d'effacer un témoignage matériel de leur histoire. Ces ailes manquantes s'étendaient sur le terrain occupé aujourd'hui par l'hôpital Govind Ballabh Pant (en), principal centre hospitalier de l'archipel, fondé sur le site en 1963. En 2004, il comptait 500 lits, avec environ 40 médecins au service de la population locale.
Le centenaire de la construction de la prison a été célébré le 10 mars 2006. De nombreux prisonniers ont été honorés à cette occasion par le gouvernement de l'Inde.

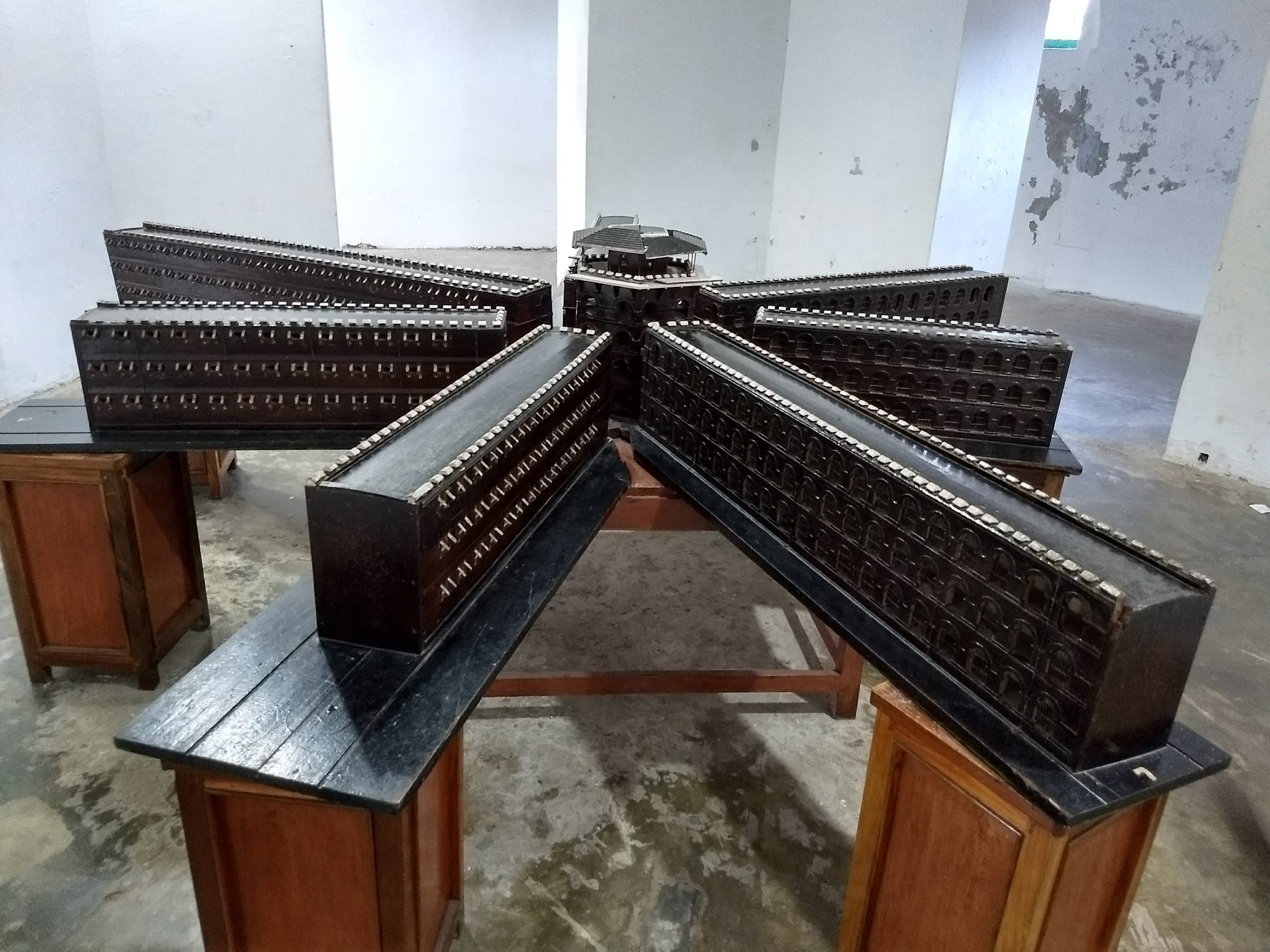
Maquette de Cellular Jail.
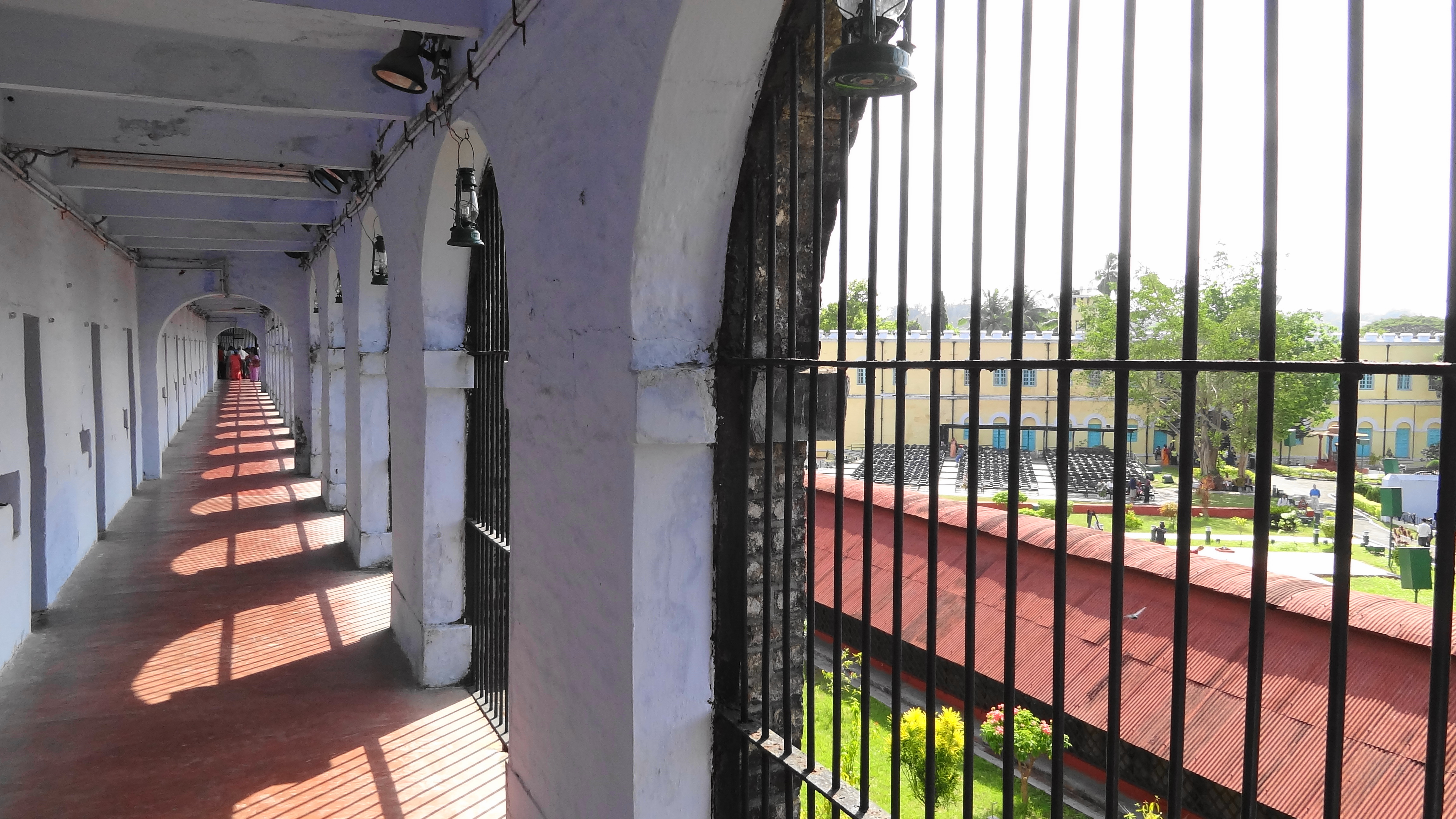
Une des coursives, avec les portes des cellules à gauche.
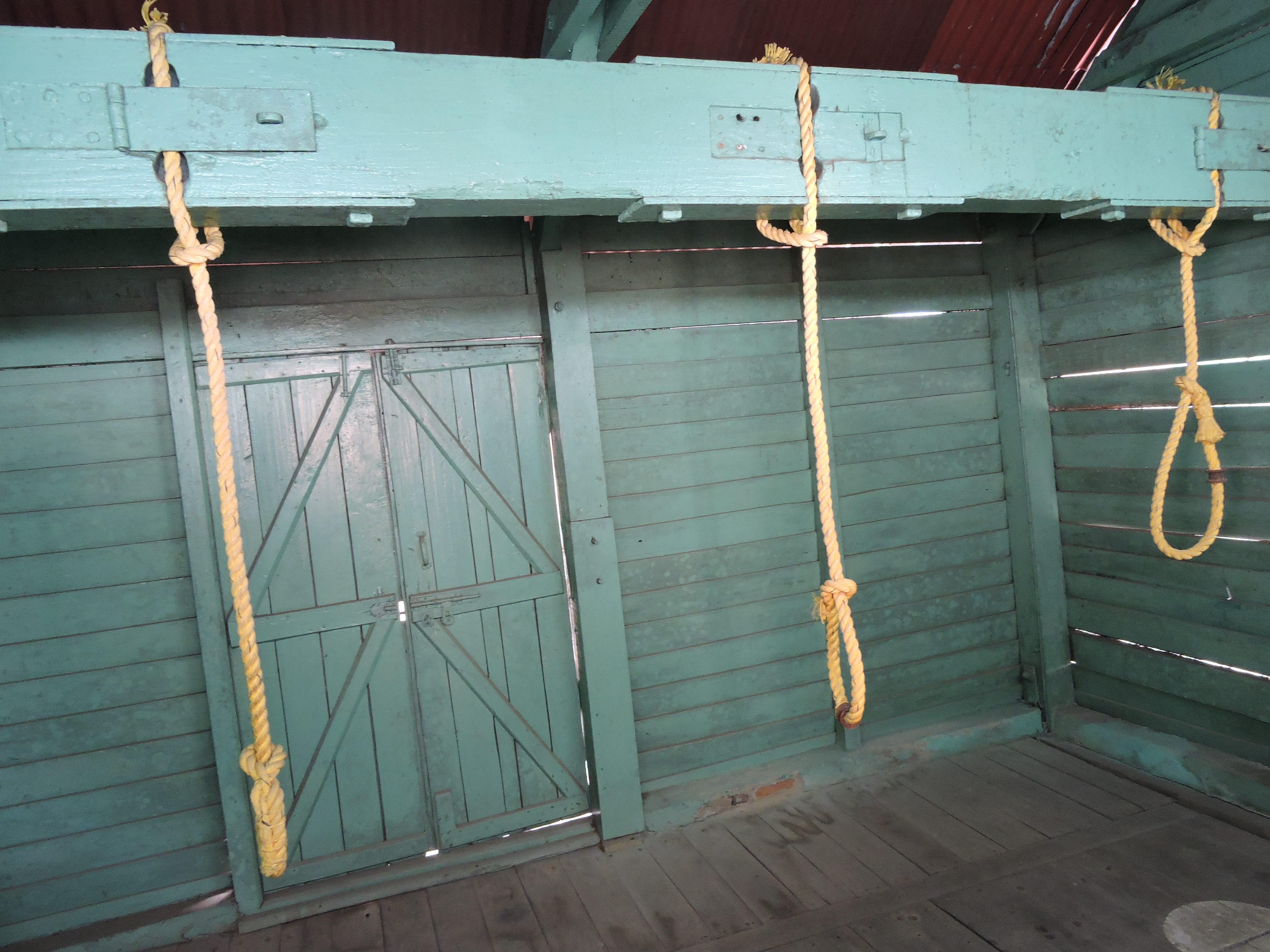
Cellule pour les exécutions, où trois détenus pouvaient être pendus à la fois.
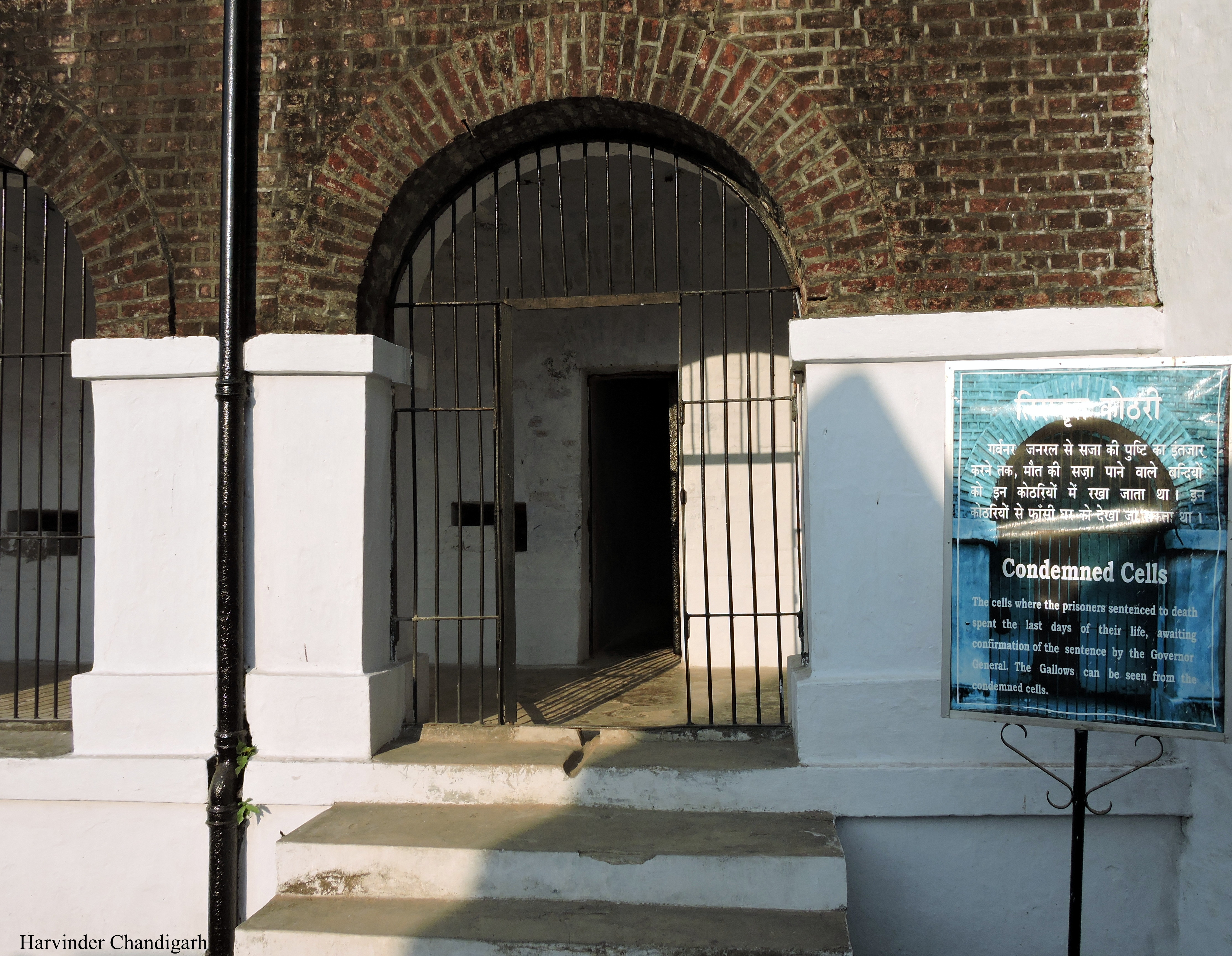
Cellule des condamnés à mort.
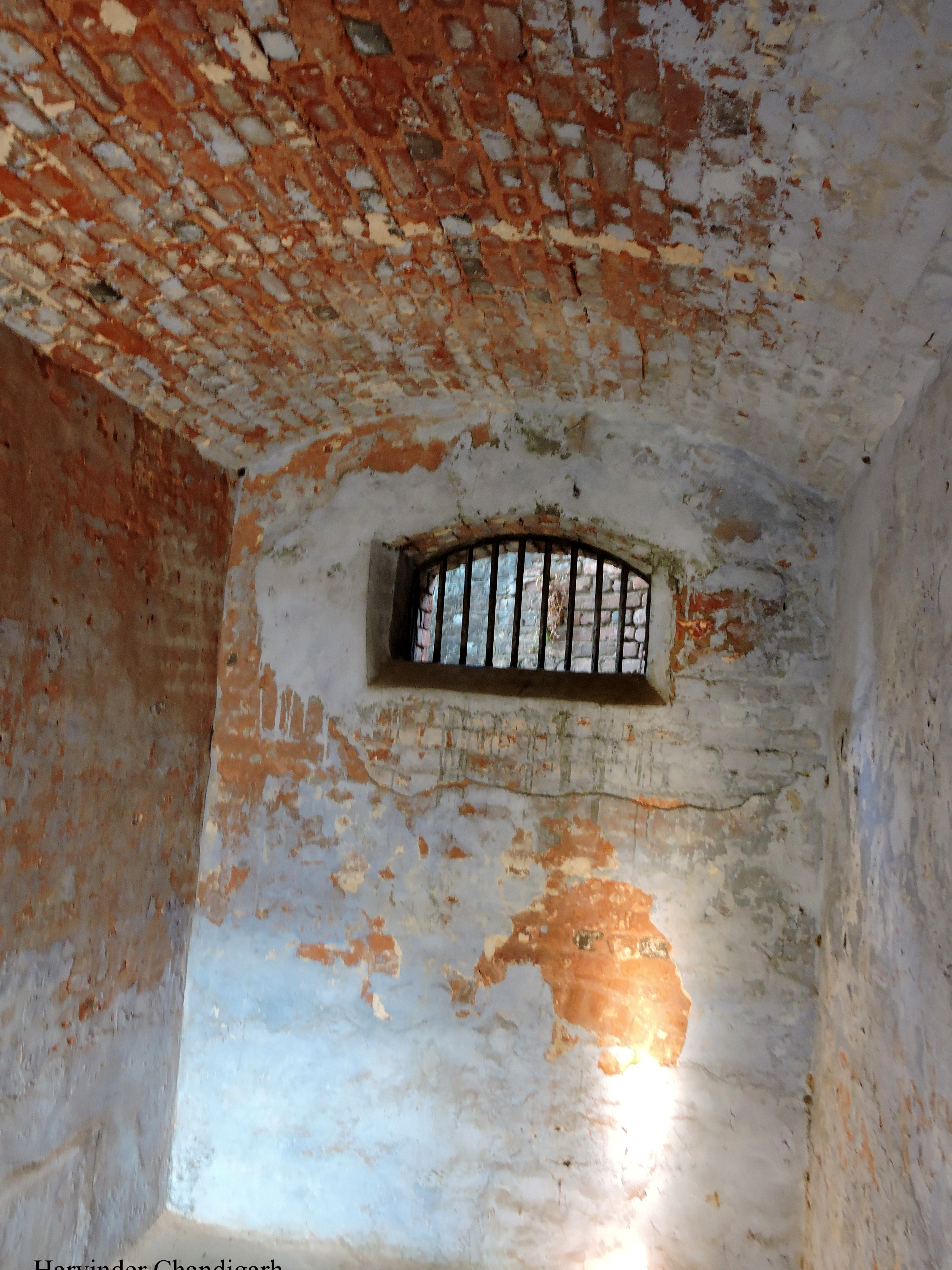
Vue intérieure d'une cellule.
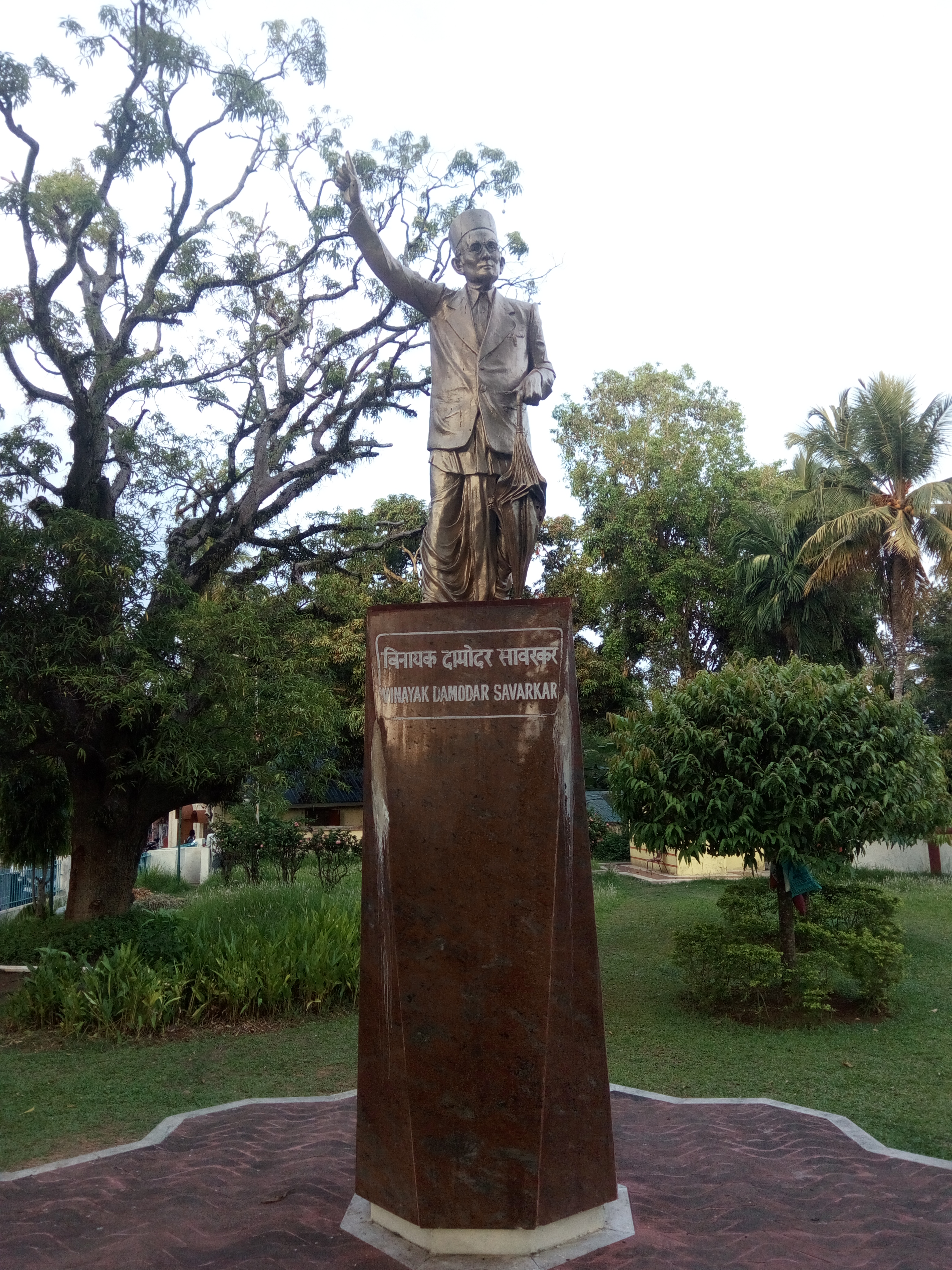
Statue de Vinayak Damodar Savarkar, brièvement détenu à Cellular Jail.
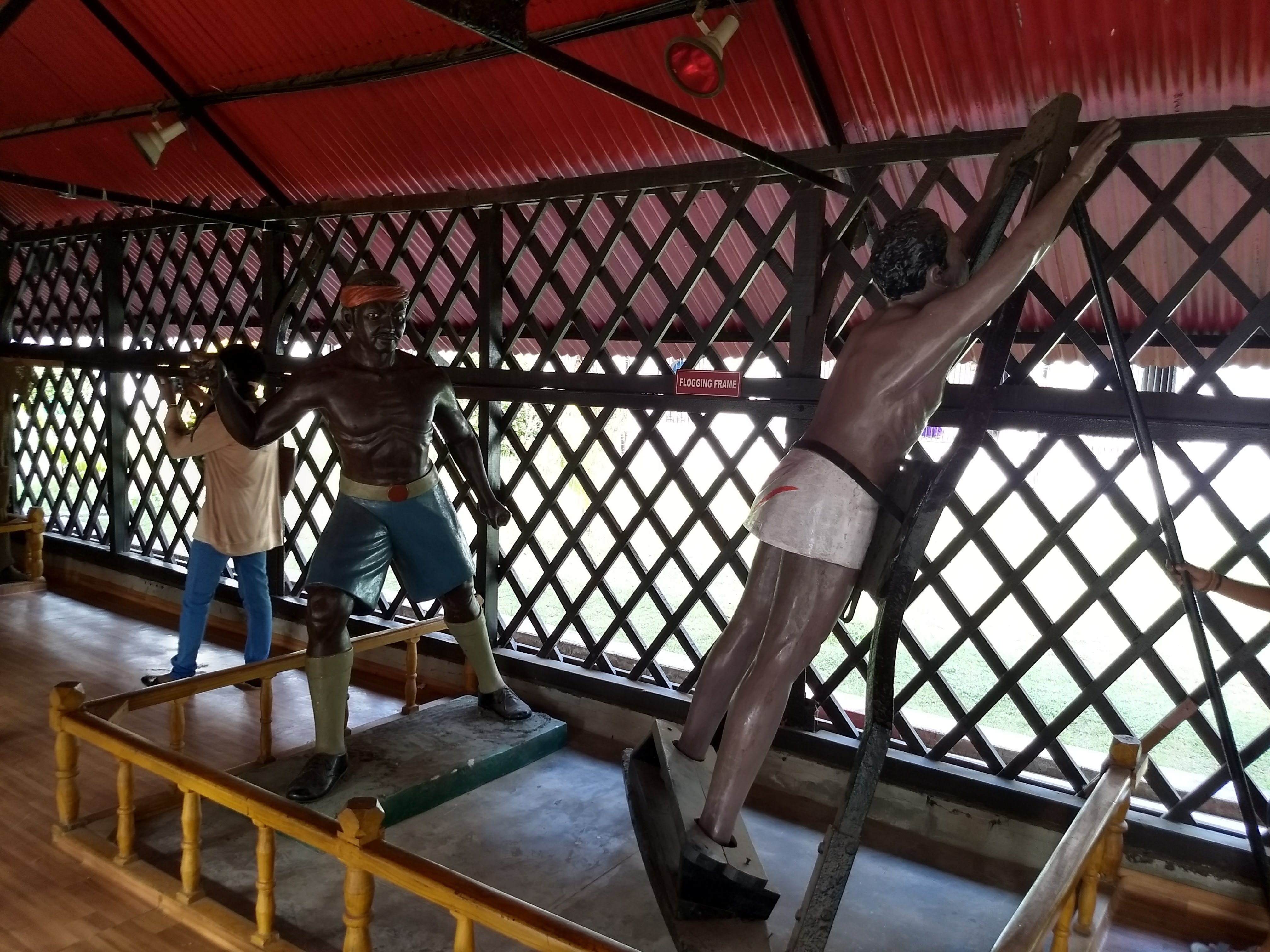
Châtiment du fouet.
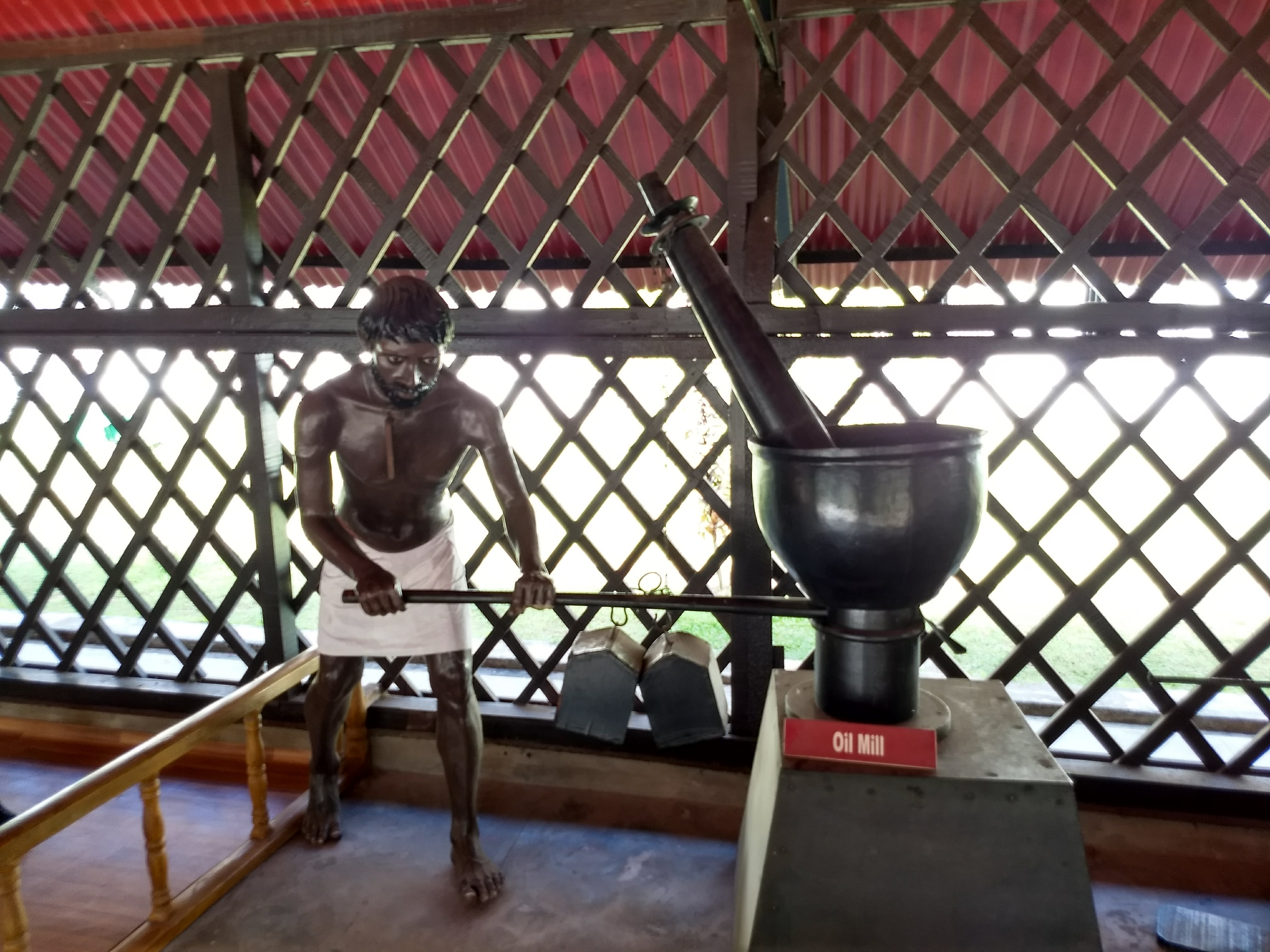
Moulin à huile.